# L'Horta de València

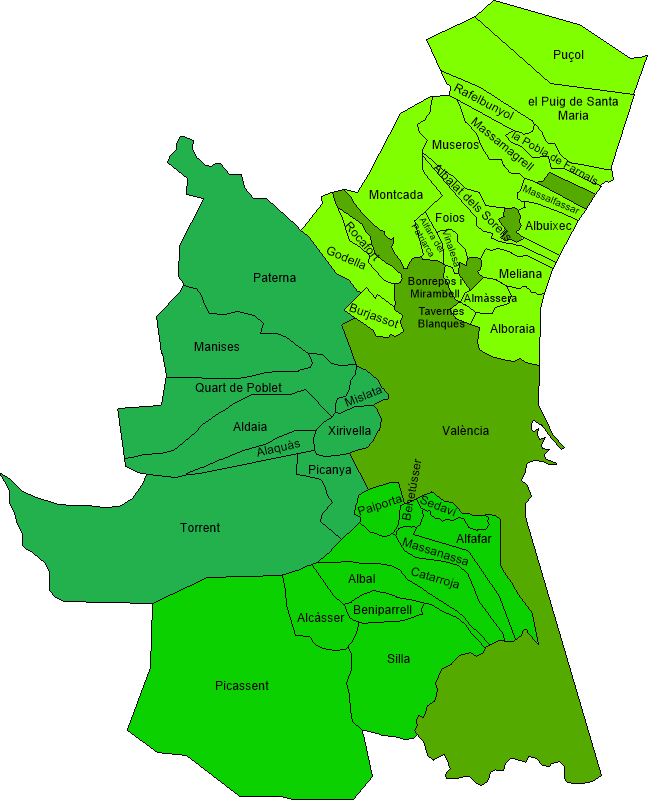
La comarca natural de l'Horta amb les diferents parts que la formaven (abans de la reforma de l'1 de gener de 2023) destacades i els termes municipals que s'hi troben.

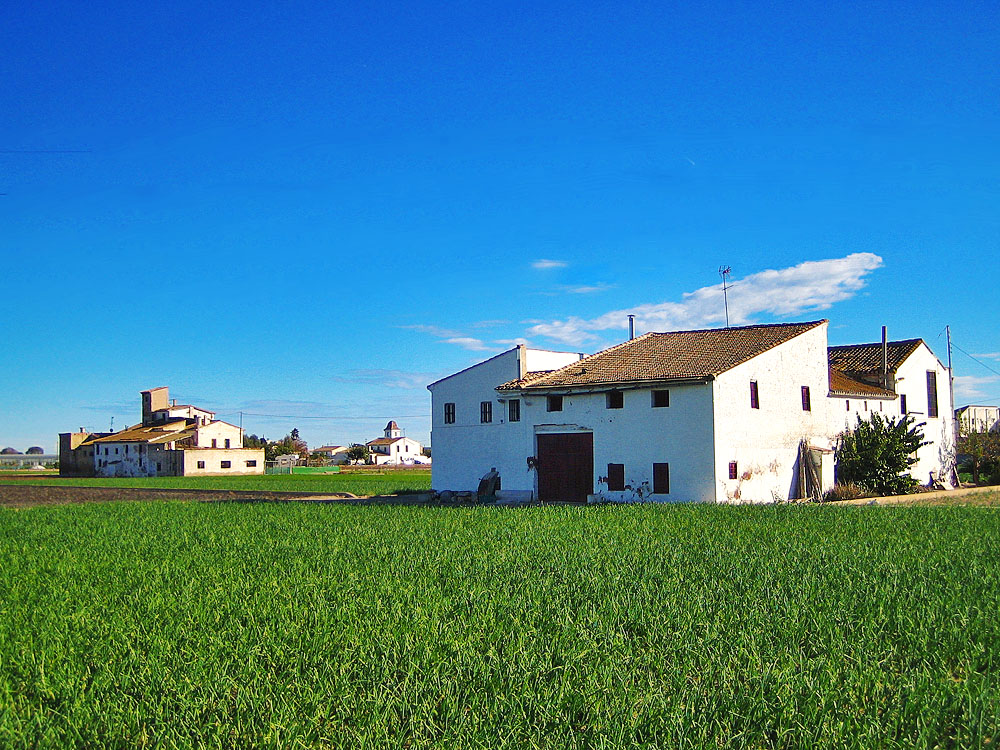
Vista de l'Horta Nord, al terme d'Almàssera, amb les alqueries i masies típiques d'aquesta comarca

L'Horta de València és una comarca natural i històrica del País Valencià, amb capital a València. En formaven part fins al 1989 tots els municipis de l'Horta Nord, la major part de l'Horta Sud (Alfafar, Albal, Benetússer, Catarroja, Massanassa, Paiporta, Poblenou de la Corona, Sedaví, Torrent, Xirivella i Picanya), i la comarca de València amb l'únic municipi de València. Actualment, hom tendeix a incloure-hi la resta dels municipis de les esmentades comarques actuals.
Aquest territori d'horta fèrtil ha estat fagocitat per l'expansió urbanística de la conurbació de València, tal que en l'actualitat molts quilòmetres de les séquies discorren sota cases i avingudes i una gran extensió de terreny d'horta han estat ocupats per habitatges.
El 26 de novembre de 2019, el "regadiu històric de l'Horta de València" és declarat Sistema Important del Patrimoni Agrícola Mundial (SIPAM) per part de l'Organització de les Nacions Unides per a l'Agricultura i l'Alimentació (FAO), ja que estableix un vincle entre els medis rural i urbà, amb un sistema productiu on s'integren les cultures agrícola i hidràulica, llaurades durant segles d'ençà del començament de la dominació àrab a la zona, que han anat conformant un paisatge únic, l'Horta de València i l'Albufera, que s'integra en la coneguda horta mediterrània.
Per a més informació, vegeu: Comarques del País Valencià

## Demografia
És la comarca més poblada del País Valencià i també on s'ha experimentat l'augment més gran de població, sobretot com a receptora d'immigració. La seua expansió urbana ha motivat la creació de diverses conurbacions i la incorporació al nucli urbà de la metròpoli de nuclis d'antics pobles, així com la seua divisió en quatre comarques considerades, encara hui dia, com a subcomarques.

## Geografia
Esta comarca s'estén des de Puçol, al nord, fins a l'Albufera, pel sud, i pels relleus de Paterna, Torrent i Montcada, per l'oest. Es tracta d'una comarca plana que s'eleva progressivament des del mar cap a l'interior.

### Horta al terme de València
Pot sorprendre que, tan prop de la gran urbs, es conserven els costums de l'agricultura valenciana, amb els minifundis, barraques i camins típics de l'Horta. Tanmateix, la ciutat hi exerceix un efecte perjudicial a conseqüència de la instal·lació d'un gran nombre d'abocadors, descampats i tallers mecànics. Aquesta circumstància, juntament amb la construcció de noves vies d'alta velocitat i autovies, esmicola l'horta, deixa illes de camp entre grans infraestructures i redueix la qualitat de vida de veïns i agricultors.
A sota hi ha una llista de zones d'horta dins el terme de València:
Horta de Campanar
L'Horta de Campanar se situa al nord-oest del districte de Campanar. Limita al nord per l'autovia que enllaça València amb Paterna. A l'oest, confronta amb l'Horta de Paterna, i al sud amb les hortes de Quart de Poblet i Mislata, amb la fita al riu Túria. A l'est, limita amb la ronda Nord de València i els barris de Beniferri i Campanar mateix.
Horta de Faitanar
L'Horta de Faitanar és la part de l'Horta de València que es troba al sud de la nova llera del riu Túria i a l'oest del Forn d'Alcedo. Confronta al sud amb els termes de Picanya i Paiporta, i al nord-oest amb Xirivella, on l'horta continua sense trenc.
Horta de les Moreres o de la Punta
L'Horta del les Moreres, o de la Punta, correspon als terrenys agrícoles dels pobles de la Font de Sant Lluís, la Font d'en Corts, la Punta i Natzaret. Corre des de la ronda Sud de València i la ciutat de les Arts i les Ciències fins a la nova llera del riu Túria.
Horta del Castellar-l'Oliveral
Al barri del Castellar-l'Oliveral, roman una llenca d'horta entre la nova llera del riu Túria i el límit amb Sedaví.
Horta de Vera
L'Horta de Vera és l'antiga horta de Benimaclet i d'Alboraia. Actualment, el sud pertany a València, i el nord, a Alboraia. Gran part ha sigut urbanitzada i convertida en els barris del Camí de Vera i de la Vega Baixa, però al nord es conserva terra agrícola i alguna barraca.
Horta d'Orriols
Al nord dels barris dels Orriols (anteriorment, poble) i de Sant Llorenç, entre el límit amb Alboraia i la ronda Nord de València, queda encara horta, que continua fins al nucli urbà d'Alboraia.
Horta dels Pobles del Nord
Al districte dels Pobles del Nord, sobreviuen grans zones d'horta, gràcies a l'aïllament del nucli urbà.
Pinedo i el Palmar
Als pobles de Pinedo i el Palmar, tot i que el terreny és quasi exclusivament arrossar, perviuen moltes barraques i altres elements sinònims de l'Horta, com ara les séquies.

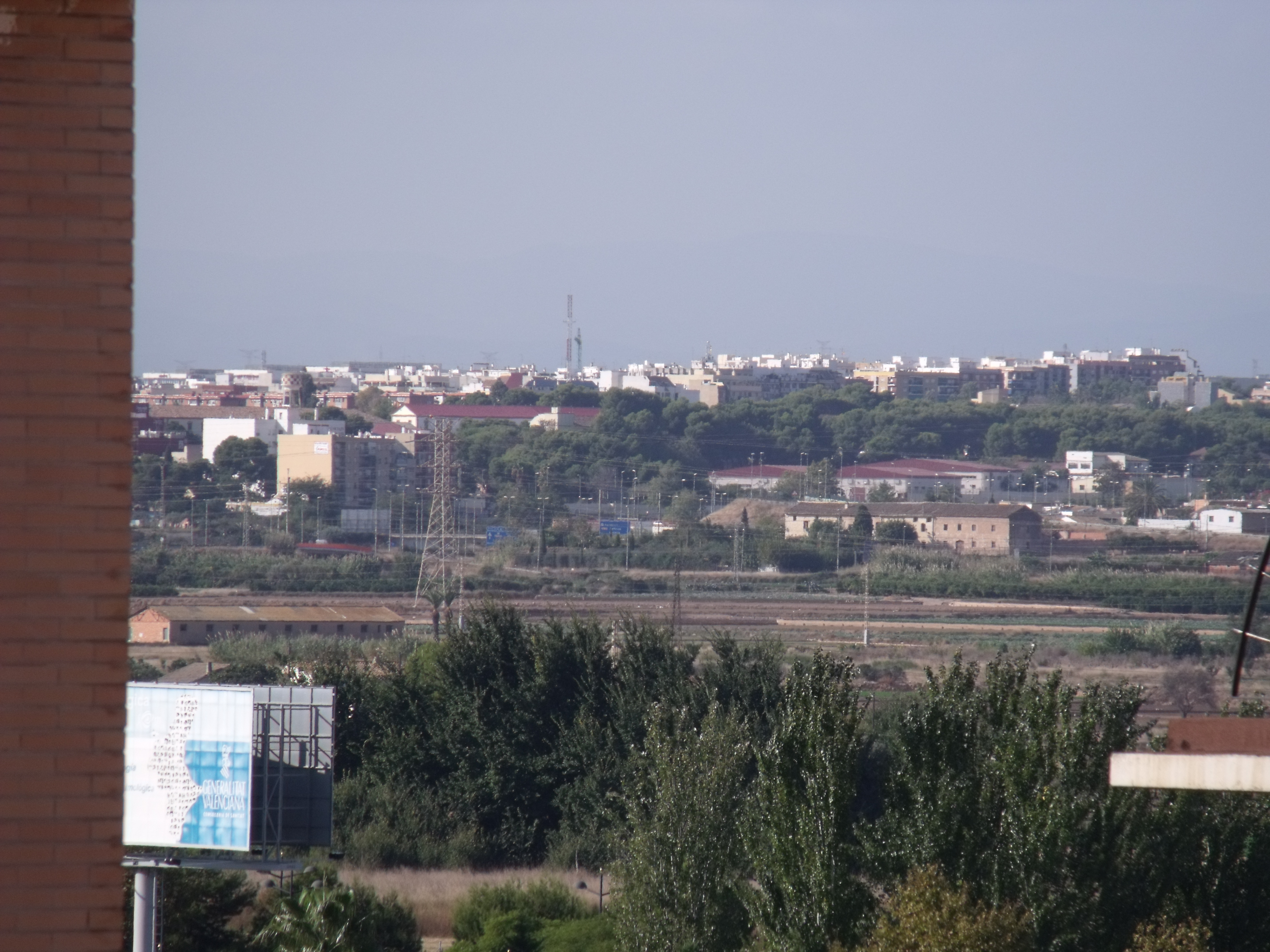
Horta de Campanar
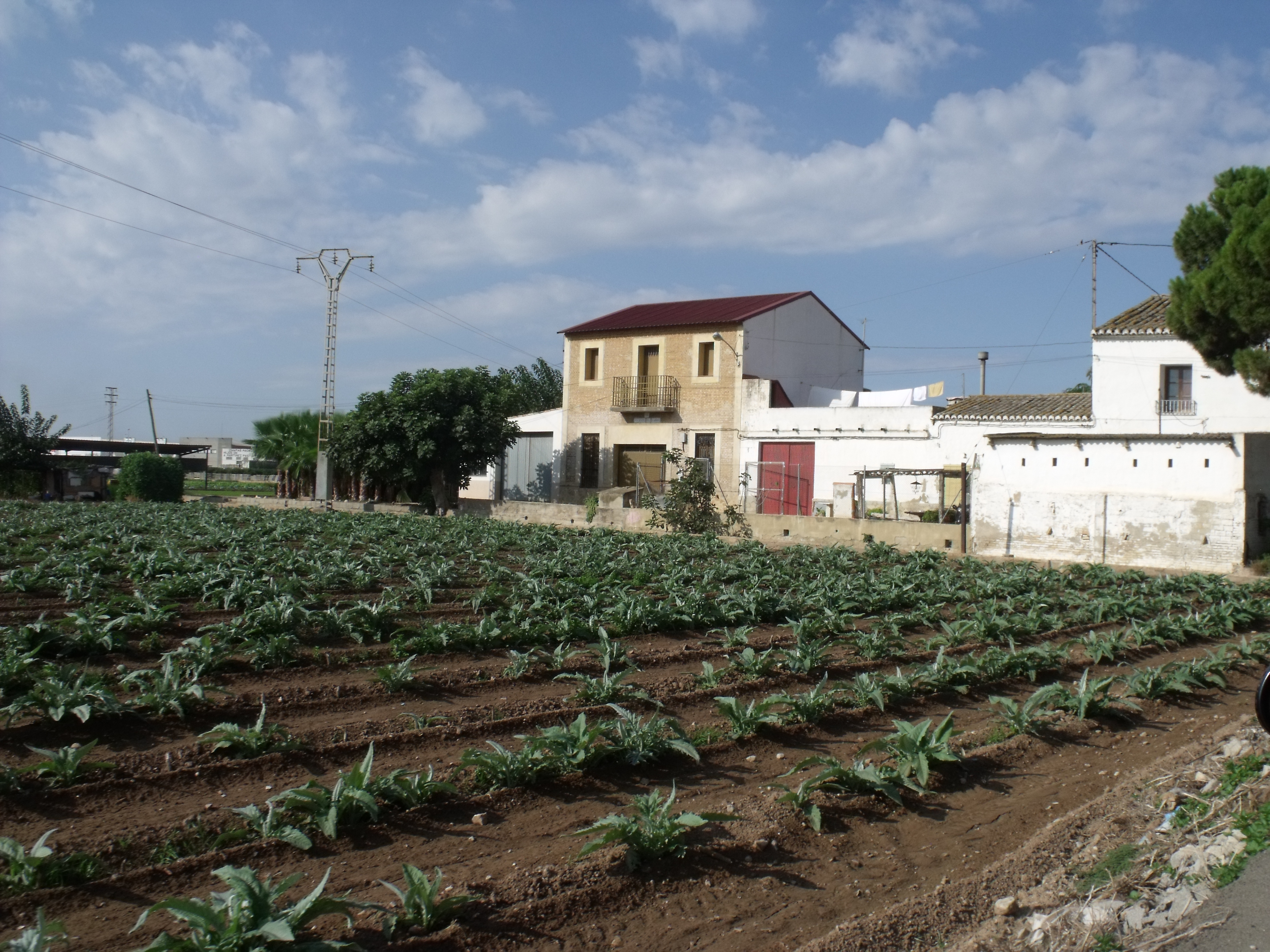
Alqueria de l'Ànima a Faitanar
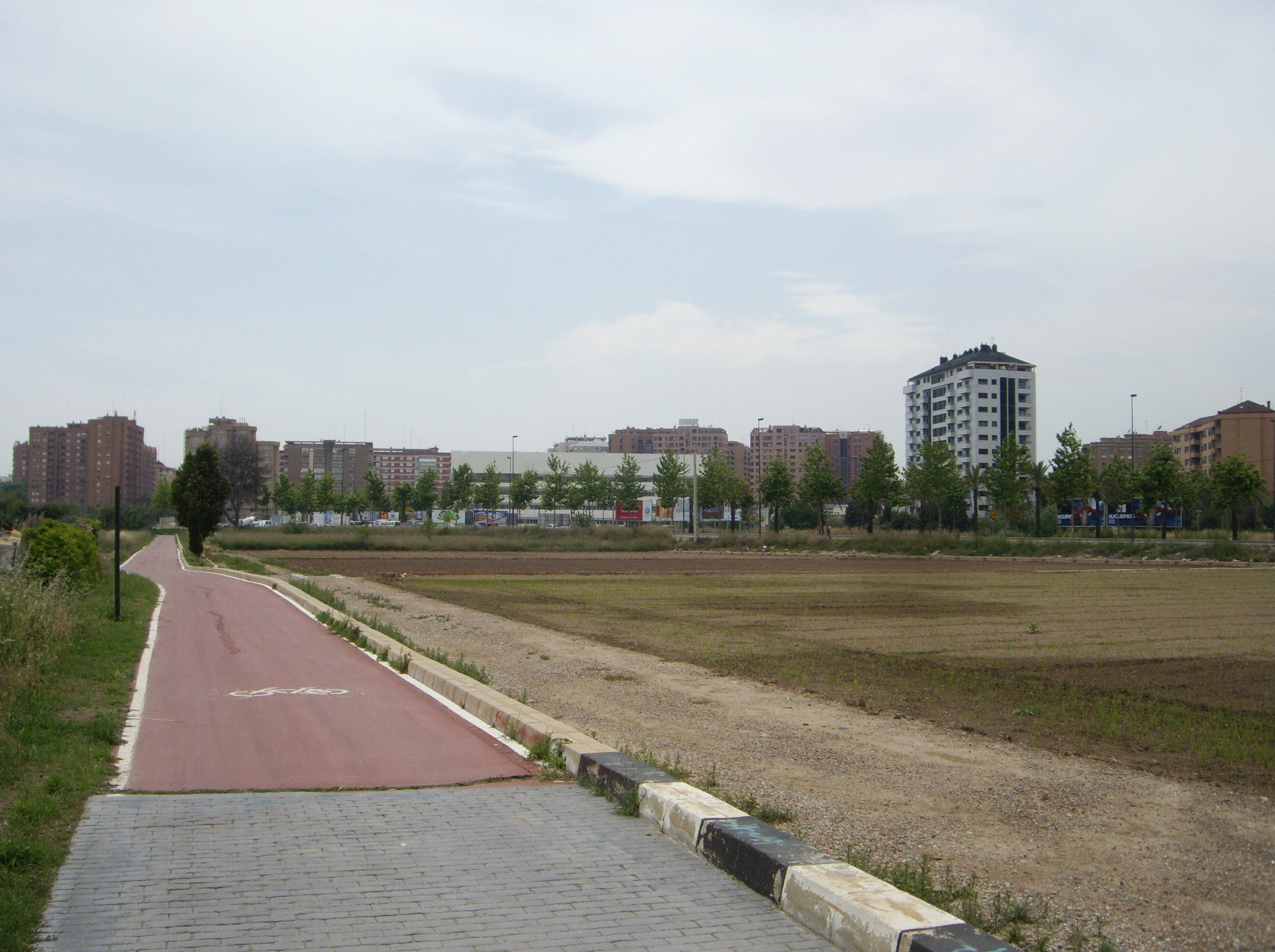
Horta de Benimaclet
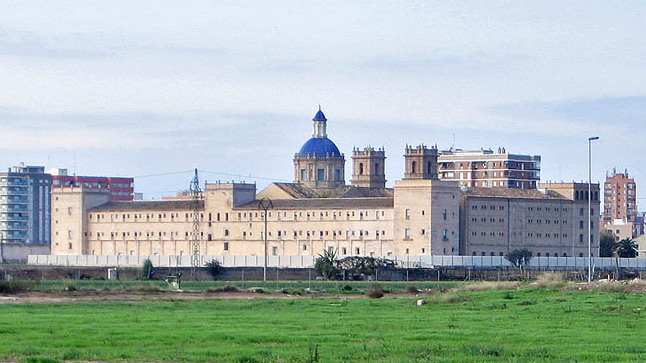
Horta dels Orriols amb Sant Miquel dels Reis
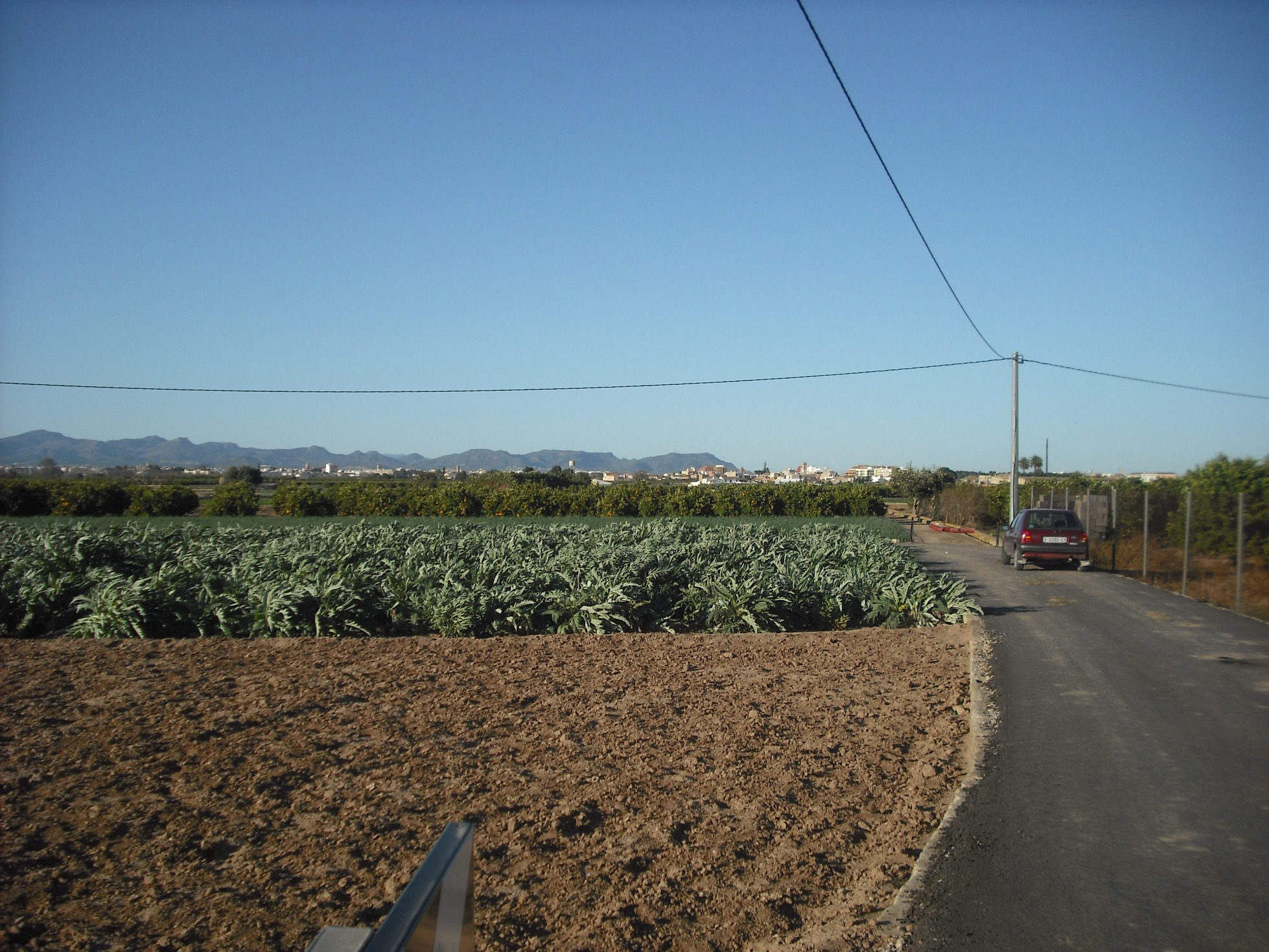
Horta entre Borbotó i Benifaraig

## Origen
L'horta valenciana va nàixer en l'època de l'Imperi Romà, i consolidà la ciutat de Valentia com a centre logístic i d'hibernació per a les campanyes romanes de conquesta de la Ibèria.
Els romans van aportar-hi els cultius que coneixien, com ara el cereal, l'oliva o la vinya. Tanmateix, per motiu de les condicions pròpies de l'entorn, no eren prou productives. No obstant això, va servir per a la seua comesa de proveïment de tropes, així com posteriorment en les campanyes dels visigots, que deixaren abandonat tant els camps com la ciutat.
El que avui es coneix com l'horta valenciana es va desenvolupar en l'edat mitjana, durant el període islàmic. S'hi creà una important infraestructura fluvial, principalment gràcies a la construcció de séquies i assuts, xicotetes preses que derivaven les aigües de les fortes avingudes del Túria i els barrancs, que aconseguien dessecar grans zones pantanoses i dur el reg als camps. També s'hi van impulsar i desenvolupar diverses activitats al llarg d'infraestructures com els molins d'aigua, que aprofitaven el cabal que circulava per les séquies, o els safareigs propers als habitatges o alqueries.
Gràcies a aquestes infraestructures, la ciutat de València, així com les poblacions del seu entorn, van aconseguir desenvolupar-se.
S'hi va crear realment un ric espai productiu. L'origen de l'horta de València és d'època andalusina, a conseqüència de la introducció de la tradició àrab del regadiu (del Iemen i Síria), així com les pràctiques amazigues nord-africanes. Els productes que s'hi conreen són molt dispars, com a conseqüència d'una societat independent i tributària. Als cultius clàssics que ja es conreaven en època romana, cereals, vinya, oliveres, s'hi afegeixen l'arròs i la xufa com més característics de les zones més humides, hortalisses noves a l'Àndalus com l'albergínia i la carxofa, etc. El cultiu per excel·lència són els productes hortícoles, d'ací rau el nom d'aquest entorn.
Al segle xviii, els regadius valencians destaquen per un dinamisme i una obertura a l'especialització de la producció sobre la base de la demanda dels mercats. En el cas de l'Horta de València, així com a la Ribera del Xúquer o la Safor, esta especialització es fa al voltant del cultiu de la Morera per a l'obtenció de seda. El procés d'especialització comportà l'abandó de l'agricultura de subsistència i l'inici d'una transformació de terres al regadiu mitjançant pous i sénies. Esta especialització agrària explicaria la popularització del cultiu del taronger al segle xix. L'impuls definitiu al cultiu del taronger al País Valencià es dona a partir de la dècada de 1880 quan es comercialitzen les bombes a motor, que permeten l'expansió del regadiu gràcies a poder accedir a aigües subterrànies.

## Les séquies
Les séquies del Túria, també anomenades séquies majors es regeixen des de l'època musulmana pel  Tribunal de les Aigües, a través del qual es controla l'ús dels cabals de reg. Cal destacar que l'any 2009, la UNESCO va incloure al Tribunal de les Aigües en la Llista Representativa del  Patrimoni Cultural Immaterial de la Humanitat, al costat del Consell d'Homes Bons de Múrcia. Les séquies de la Vega de València prenen les aigües del riu Túria després de la Séquia de Montcada, aprofitant els últims cabals, i deixant els seus sobrants i escolaments per a la séquia de l'Or i els regadius de Francs i Marjals de València. Les vuit séquies, de primera a prendre fins a l'última són:
- Séquia de Quart, per la dreta, d'aquesta séquia naix després la Séquia de Benàger i Faitanar, que té categoria de séquia mare també.
- Séquia de Tormos, per l'esquerra.
- Séquia de Mislata, per la dreta.
- Séquia de Mestalla, per l'esquerra.
- Séquia de Favara, per la dreta.
- Séquia de Rascanya, per l'esquerra.
- Séquia de Rovella, per la dreta.[2]

## Economia

### Agricultura

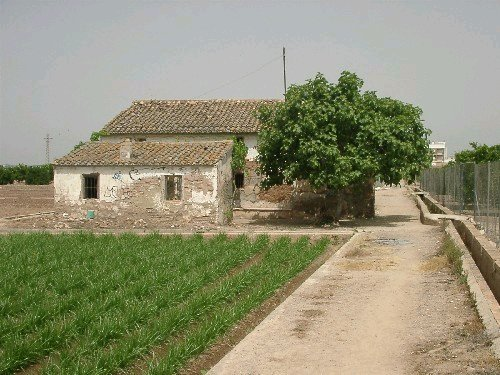
L'alqueria és una de les dues construccions típiques de l'Horta

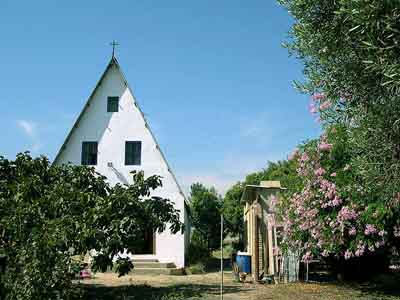
La barraca n'és l'altra

De clima típicament mediterrani, l'horta té hiverns suaus i estius bastant calorosos. L'activitat històricament tradicional de la comarca ha estat l'agrícola, amb un predomini de tres tipus de conreus: el taronger, les hortalisses i l'arròs. El sistema de reg s'estructura al voltant de 13 séquies que possibiliten els conreus de regadiu durant tot l'any. Alguns termes municipals presenten una certa especialització pel que fa als conreus: xufa a Alboraia i Almàssera; tomaques i pebrots per a conserva al Puig, Puçol i Tavernes Blanques; fraules o maduixes a Rafelbunyol; melons d'Alger a Meliana i Almàssera, etc. L'arròs es troba en crisi, però continua conreant-se a les vores de l'Albufera.

## Indústria
A l'oest de la comarca, les poblacions se situen en el marge de l'horta, al voltant de la capital: Montcada, amb indústria tèxtil i pirotècnica; Burjassot, unida a Godella, amb fàbriques de ceràmica i ciment; Paterna, Manises i Quart de Poblet, que tenen una important indústria ceràmica; Mislata, que presenta indústries del paper i tèxtils, etc. A la zona nord, els pobles segueixen una línia paral·lela al litoral: Tavernes Blanques, amb indústries de ceràmiques i porcellanes: Massamagrell, Meliana, Puçol, bàsicament agrícoles, etc. Al sud, hi ha diverses poblacions unides físicament entre si: Benetússer, Alfafar, Poblenou de la Corona, Sedaví, Massanassa, Catarroja i Silla. La capital de la comarca, València, que ho és també del País Valencià, amb més de 760.000 habitants, en l'actualitat manté l'agricultura que en altres temps la feu famosa, però ha desenvolupat molt la indústria (mobles, química, mecànica, etc.) i el comerç.